# Cimarron megye
Cimarron megye az Amerikai Egyesült Államokban, azon belül Oklahoma államban található. Megyeszékhelye és legnagyobb városa Boise City. Lakosainak száma 2296 fő (2020. április 1.). Cimarron megye Dallam, Baca, Morton, Texas, Sherman és Union megyékkel határos.

## Népesség
A megye népességének változása:
| Lakosok száma | 2456 | 2479 | 2394 | 2335 | 2216 | 2296 |
|               | 2010 | 2011 | 2012 | 2013 | 2015 | 2020 |